# ルカーシュ・マソプスト
ルカーシュ・マソプスト（チェコ語: Lukáš Masopust、1993年2月12日 - ）は、チェコのサッカー選手。チェコ代表。ポジションはMFまたはDF。

## クラブ歴
FCヴィソチナ・イフラヴァの下部組織出身で2012年にトップチームに昇格した。
2015年にFKヤブロネツに完全移籍した。
2018年12月18日に3年半契約でSKスラヴィア・プラハに完全移籍した。

## 代表歴
アンダー代表としてはUEFA U-21欧州選手権2015に参加した。
2018年3月26日に行われた中華人民共和国代表との親善試合で代表初出場を記録した。代表初得点は2019年9月10日のUEFA EURO 2020予選のモンテネグロ代表戦であった。